# Guido Dell'Aquila
Guido Dell'Aquila (Roma, 28 ottobre 1951) è un giornalista e autore televisivo italiano.

## La carta stampata
Inizia la carriera giornalistica il 2 gennaio 1972 a l'Unità diretta da Aldo Tortorella e qui accumula un'esperienza quasi decennale nelle cosiddette "redazioni scuola" come la "cronaca di Roma" (tra i suoi capiservizio Giulio Borrelli, Antonio Caprarica, Paolo Soldini) e le "cronache del Centro Sud" (decine di pagine al giorno) di cui nel 1977 diviene caposervizio. Successivamente diventa giornalista parlamentare e segue in modo particolare i lavori dell'Aula di Montecitorio. All'inizio degli anni ottanta è nominato Direttore Responsabile dell'Unità. Nel 1986 fonda con altri colleghi AM-Amministratore Manager, un mensile edito da Maggioli Editore che si rivolge agli amministratori pubblici degli enti locali per stimolarne un'azione più moderna e meno viziata da opportunismi assistenzialisti e burocratici. Vince in quegli anni i premi giornalistici ANCI e Regione Veneto.

## Tg e Gr in Rai
Nell'aprile del 1990 il direttore del Tg2 Alberto La Volpe lo chiama in Rai e gli affida via via gli incarichi di "collegamentista" da Palazzo Chigi, caposervizio della redazione economica e giornalista parlamentare (ruolo, quest'ultimo, che mantiene all'inizio del 1994 con l'arrivo del nuovo direttore Paolo Garimberti). Impegnato sindacalmente nel Cdr del Tg2 e nell'esecutivo dell'Usigrai, il sindacato dei giornalisti Rai, negli anni della Tangentopoli politica è alla testa del movimento dei giornalisti Rai che chiede per il servizio pubblico maggiore autonomia dal potere politico. Alla fine del 1994 è al centro di una dura battaglia sindacale e di aspre polemiche con il neo direttore del Tg2 Clemente Mimun (la redazione del Tg2 vota due sfiducie al direttore che non avranno però alcun effetto concreto).
Alla fine del 1995 il direttore del Tg3 Italo Moretti lo chiama per affidargli l'incarico di "quirinalista". In quella veste segue in Italia e all'Estero la seconda metà del settennato di Oscar Luigi Scalfaro. Nel giugno del 1999 il direttore del Giornale Radio Rai, Paolo Ruffini, lo chiama e gli affida il ruolo di capo della redazione politico parlamentare di Gr1, Gr2 e Gr3. Vi rimane fino al 2002 quando torna al Tg3 per svolgere (direttore Antonio Di Bella) l'analogo incarico di capo della redazione politico parlamentare. Nell'agosto del 2006 è nominato vice direttore del Tg3. In tale veste partecipa tra l'altro, come responsabile, alla fase ideativa e realizzativa di TG3 Linea Notte (la cui prima puntata va in onda il 20 ottobre 2008). Per Linea Notte cura anche periodicamente in studio la rassegna stampa ed è il primo giornalista italiano a usare "in diretta" il touchscreen. Nel dicembre 2009 la neo direttrice del Tg3 Bianca Berlinguer non gli rinnova l'incarico di vice direttore della testata.

## I programmi di rete in Rai
Nel febbraio 2010 viene nominato vice direttore della terza rete televisiva della Rai, nel frattempo passata sotto la direzione di Antonio Di Bella, con la delega a "nuovi linguaggi e format". Mantiene gli incarichi e la delega anche dopo il reintegro di Paolo Ruffini alla direzione della terza rete Rai deciso l'8 giugno 2010 dal consiglio d'amministrazione di viale Mazzini, in ottemperanza alla decisione del giudice del lavoro. È di nuovo confermato nell'ottobre 2011 nella qualifica e negli incarichi dopo il passaggio di Ruffini alla direzione di La 7 e il ritorno di Di Bella alla direzione della terza rete Rai. Con la direzione di Andrea Vianello decisa nel dicembre 2012 e resa operativa dal gennaio 2013 perde la vice direzione di line. È stato ideatore insieme con il direttore Di Bella del nuovo talk quotidiano di politica Agorà, partito nel settembre 2010 e condotto dal giornalista Andrea Vianello, che sarebbe divenuto appunto direttore della rete due anni dopo. In Rai è stato responsabile, oltre che di Agorà, anche di tutte le altre trasmissioni della fascia mattutina di Rai 3, come Codice a barre, un programma quotidiano sui diritti dei cittadini condotto da Elsa Di Gati; Le storie - Diario italiano un programma quotidiano di cultura e attualità condotto dal giornalista e scrittore Corrado Augias; Buongiorno Elisir, un programma quotidiano sulla salute e il benessere dei cittadini condotto da Michele Mirabella; il settimanale del lunedì Brontolo condotto dal giornalista Oliviero Beha. È stato anche responsabile di due programmi di prima serata: la serie Blu notte - Lucarelli racconta, incentrata sugli approfondimenti dei grandi fatti di cronaca e dei misteri italiani, condotta dallo scrittore Carlo Lucarelli, ed Elisir, un talk di medicina e salute condotto da Michele Mirabella. Nel marzo 2022 ha firmato come consulente autorale il programma Quinta dimensione - Il futuro è già qui condotto il sabato in prima serata su Rai 3e dalla giornalista e divulgatrice scientifica Barbara Gallavotti.

## I programmi di rete a La7
Fa parte del gruppo autorale di diMartedì, il talk politico che Giovanni Floris, dopo aver lasciato la Rai e Ballarò, conduce su La7. Insieme con gli altri autori del programma, ha ricevuto nel 2020 il premio Gian Piero Orsello.

## Onorificenze

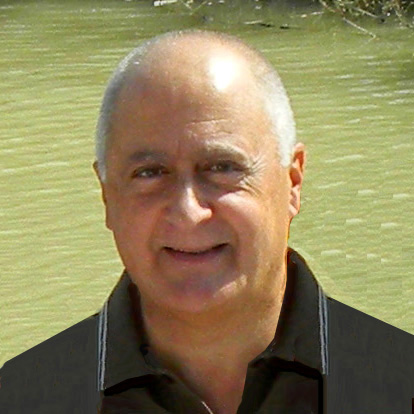
Guido Dell'Aquila